# Медзна
Медзна (пол. Miedzna) — село в Польщі, у гміні Медзна Венґровського повіту Мазовецького воєводства.
Населення — 1241 особа (2011).
У 1975-1998 роках село належало до Седлецького воєводства.

## Демографія
Демографічна структура станом на 31 березня 2011 року:
|          | Загалом | Допрацездатний вік | Працездатний вік | Постпрацездатний вік |
| -------- | ------- | ------------------ | ---------------- | -------------------- |
| Чоловіки | 612     | 96                 | 448              | 68                   |
| Жінки    | 629     | 100                | 372              | 157                  |
| Разом    | 1241    | 196                | 820              | 225                  |